# Гайтани
Гайтани (также Акерман) — исчезнувшее селение в Севастополе, располагавшееся на восточной окраине Инкермана, в Гайтанской балке. В настоящее время балка почти полностью засыпана отходами от разработки строительного камня в соседнем карьере. Существует версия, что название происходит от фамилии владельца располагавшегося в устье балки хутора отставного майора Е. К. Гайтани.

## История
А. Л. Бертье-Делагард, опираясь на карту Батурина 1773 года, писал о находившемся на это месте селении Акерман с 30 дворами, мечетью и церковью св. Дмитрия и множеством христианских надгробий на заброшенном кладбище. Селение было покинуто жителями после присоединения Крыма к России 8 (19) апреля 1783 года. Вновь поселение на этом месте встречается, как хутор Тайгаиша на карте 1842 года, как Тайганша, на трёхверстовой карте 1865—1876 года и, как Гайтани, на верстовой карте 1892 года, на которой на хуторе обозначено 9 дворов. В дальнейшем в доступных источниках не встречается. Имеется фотография некоего поселения в балке времён Великой Отечественной войны, но, видимо, административно оно относилось уже к Инкерману.
На немецких топографических картах и на местности оно сохранялось минимум до боёв 1942 года при последнем штурме Севастполя. Командующий 11-й армией Э. фон Манштейн писал: «войска правого фланга румынского горнострелкового корпуса продвигались с боями через лесистую местность в районе высот юго-восточнее Гайтаны. Румынский генерал Ласкар, который позже погиб в сражении под Сталинградом, был здесь душой наступления».